# Geum pratense
Geum pratense är en rosväxtart som beskrevs av Carlos Pau. Geum pratense ingår i släktet nejlikrotsläktet, och familjen rosväxter. Inga underarter finns listade i Catalogue of Life.